# El Aguaje (Michoacán)
El Aguaje, oficialmente denominada como Bonifacio Moreno. es una localidad ubicada en el municipio de Aguililla, estado de Michoacán, en México.

## Historia
La localidad de El Aguaje ha recibido varias denominaciones a lo largo de su historia reciente: inicialmente denominada solo como el Aguaje, el 15 de agosto de 1956, el congreso de Michoacán mediante el decreto 292 de aquella fecha, le modificó el nombre a quedar en General Rafael Sánchez Tapia. Como en muchos otros casos, estas modificaciones de toponimia no tienen arraigo en la población, y en 1970 este nombre desapareció y volvió a quedar solo El Aguaje, diez años después, en 1980 pasó a ser Bonifacio Moreno y finalmente en 1990 quedó definido en Bonifacio Moreno (El Aguaje).
El 14 de octubre de 2019 ocurrió en El Aguaje una emboscada del crimen organizado en contra de fuerzas de la Policía Estatal de Michoacán, que se saldó con la muerte de 14 elementos policiacos.

## Localización y demografía
El Aguaje se encuentra localizado en el norte del municipio de Aguililla, muy cerca a sus límites con los municipios de Tepalcatepec, Buenavista y Apatzingán, en la Tierra Caliente de Michoacán. 
Sus coordenadas geográficas son 18°59′28″N 102°42′37″O / 18.99111, -102.71028 y se localiza a una altitud de 280 metros sobre el nivel del mar. Su principal vía de comunicación es una carretera de orden estatal que la une al noreste con la ciudad de Apatzingán de la Constitución y al sur con la cabecera municipal, Aguililla. 
De acuerdo al Censo de Población y Vivienda realizado en 2020 por el Instituto Nacional de Estadística y Geografía, tiene una población total de 2 550 personas, siendo 1 319 hombres y 1 231 mujeres.